# Wilibrord apostoł Fryzów

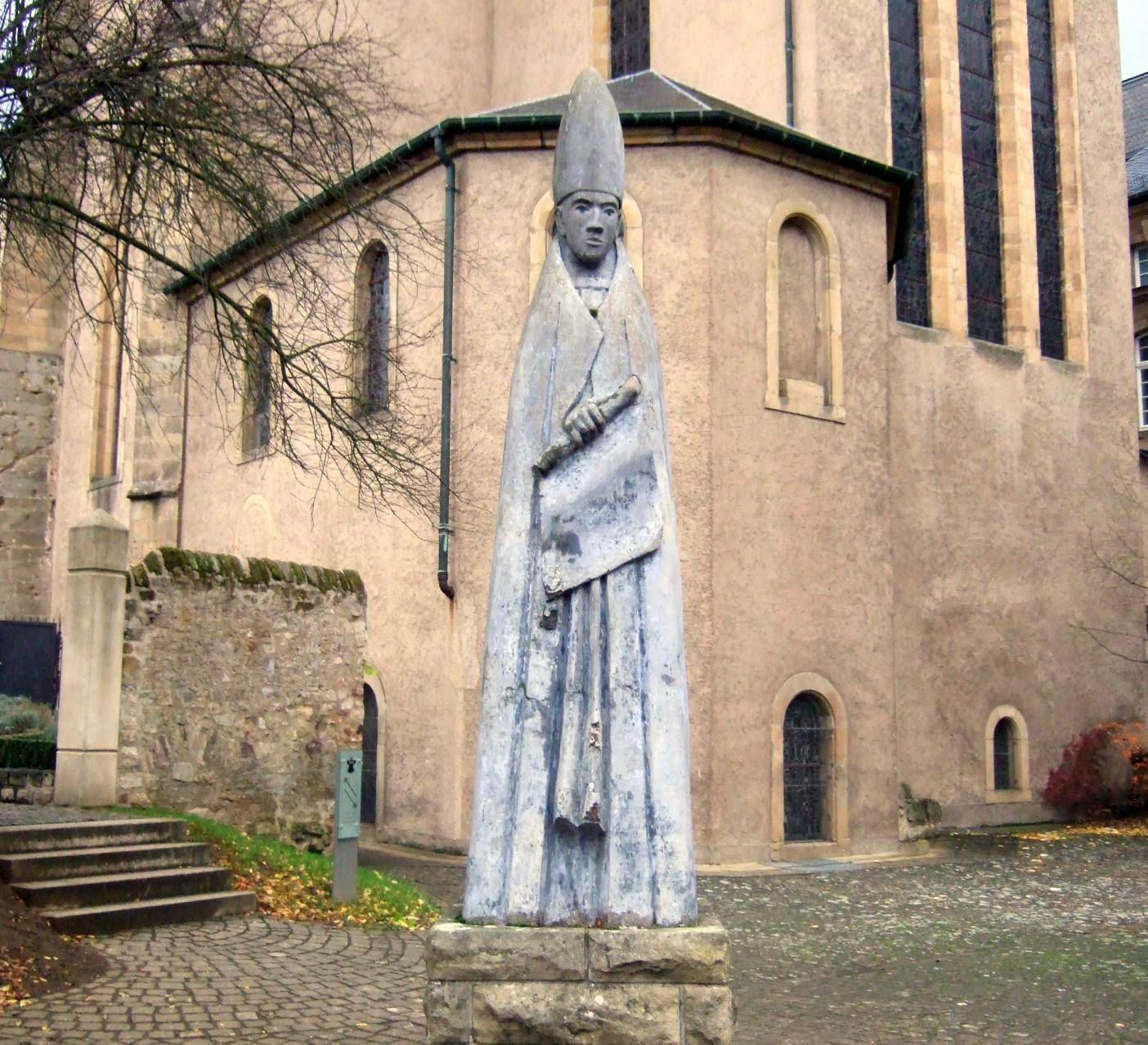
Pomnik Wilibrorda w Echternach

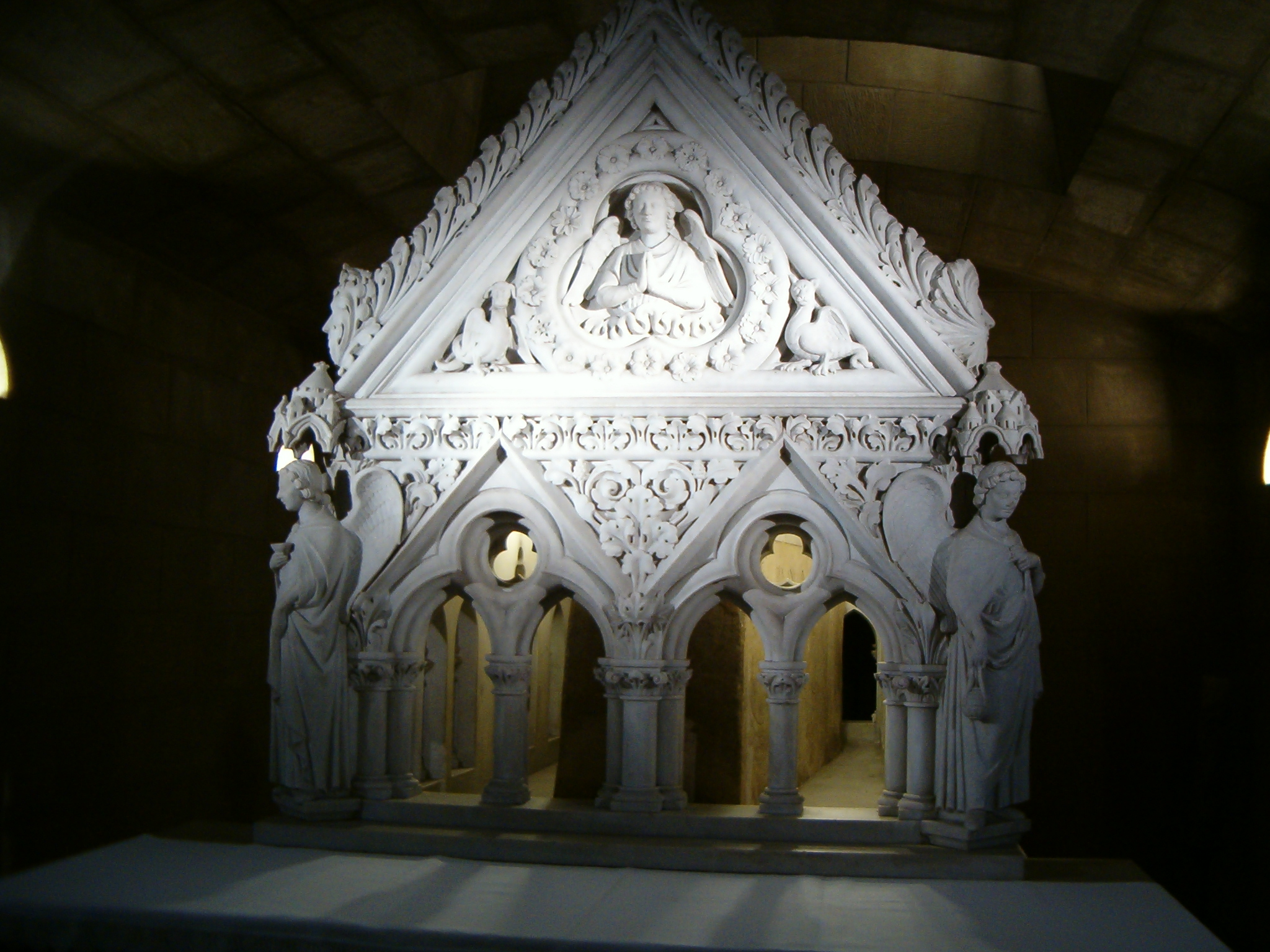
Nagrobek Wilibrorda w Echternach

Wilibrord, określany czasem jako Willibrord z Utrechtu, także Willbrord, Klemens (ur. ok. 658, zm. 7 listopada 739 w Echternach) – anglosaski misjonarz działający w państwie Franków na terenach późniejszych Niderlandów, zwany "apostołem Fryzów"; w Kościele katolickim uznany za świętego i czczony jako patron Holandii i Luksemburga, czczony także w Kościele Anglii.

## Życiorys
Pochodził z anglosaskiej rodziny z Northumbrii. W młodości wstąpił do zakonu benedyktynów, habit mnicha przywdział w 673. Początkowo przebywał w klasztorze w Ripon w Anglii, później przez kilkanaście lat w Irlandii, gdzie został uczniem św. Egberta. Tam w 688 otrzymał święcenia kapłańskie. W 690 został wysłany wraz z 11 towarzyszami przez Egberta z misją chrystianizacyjną do pogańskich Fryzów – południowa część ich kraju została podbita rok wcześniej przez majordoma frankijskiego Pepina z Heristalu. Wilibrord, obok wypełniania zadania, do którego został przeznaczony, stał się także bliskim współpracownikiem Pepina (zaraz po przybyciu do Europy udał się do niego, aby uzyskać opiekę), przebywał także dwukrotnie (691/692 oraz 695) na dworze papieskim w Rzymie. Tam w 695 został wyświęcony przez Sergiusza I na biskupa Fryzów (przyjął wówczas imię Klemens). Otrzymał wówczas paliusz z zadaniem ustanowienia całej prowincji kościelnej, co służyć też miało interesom politycznym Pepina (wciąż rywalizującego z pozostałym na północy królem Fryzów Radbodem). Za siedzibę tej prowincji wybrał Utrecht, gdzie wkrótce wzniósł klasztor i katedrę. Stopniowo także zaczął rozszerzać zakres swojego działania misyjnego: działał w Turyngii, w 698 założył na terenach otrzymanych od Irminy z Oeren klasztor w Echternach na terenie dzisiejszego Luksemburga; był to pierwszy wywodzący się z tradycji anglosaskiej i irlandzkiej chrześcijaństwa klasztor w Europie kontynentalnej, a Wilibrord został jego pierwszym opatem i często tam później przebywał. Odbył też wyprawę misyjną do Szlezwiku oraz na Wyspy Fryzyjskie, podczas niej trafił też prawdopodobnie na Helgoland, gdzie o mało co nie zginął śmiercią męczennika.
Przez kolejne lata dzielił prowadzenie misji z bliską współpracą z majordomem Pepinem z Heristalu. Śmierć Pepina w 714 wywołała spór o władzę, co wykorzystali Fryzowie, wzniecając powstanie. W 716 Wilibrord został zmuszony do ucieczki z Fryzji. Po śmierci Radboda w 719 Fryzowie ponownie zostali podporządkowani państwu frankijskiemu przez majordoma Karola Młota. Ten także był blisko związany z Willifridem (jeszcze w 714 misjonarz ochrzcił jego syna, późniejszego króla frankijskiego Pepina Krótkiego) i po uspokojeniu sytuacji we Fryzji ponownie go tam wysłał. Wilibrorda, który rozszerzył zasięg swojej misji także na północną Fryzję, wspierał wówczas inny misjonarz anglosaski, jego uczeń Winfrid, późniejszy apostoł Germanów. Starzejąc się, spędzał coraz więcej czasu w opactwie w Echternach, któremu podarował wiele dóbr ziemskich, które uzyskał podczas swojego życia.
Wilibrord, oprócz pracy misyjnej (m.in. wyświęcał miejscowych księży), miał duże znaczenie jako osoba, dzięki której państwo Franków zostało poddane kulturalnym wpływom chrześcijaństwa anglosaskiego i irlandzkiego. To właśnie on rozpoczął na zachodzie praktykę ustanawiania biskupów sufraganów, a także wprowadził wśród Franków zwyczaj używania dat według ery chrześcijańskiej. Był człowiekiem ascetycznej prostoty, ale i niezmierzonej energii, nie zrażał się błędami i niepowodzeniami.

## Kult
Wilibrord został pochowany w założonym przez siebie opactwie Echternach i niemal natychmiast po śmierci został uznany za świętego. Klasztorowi, który był ważnym centrum kulturalnym Europy, znaczenia przydawał fakt istnienia tu grobu Wilibrorda, dzięki czemu był on popularnym w średniowieczu centrum pielgrzymkowym.
Dzień obchodów
Wspomnienie liturgiczne Wilibrorda w Kościele rzymskokatolickim, w Kościołach starokatolickich i Kościele Anglii jest obchodzone w rocznicę jego śmierci.
Procesje
Od co najmniej XV w. zwyczajem są odbywające się w Echternach corocznie we wtorek po Zielonych Świętach tzw. tańczące procesje, których uczestnicy idą do grobu św. Wilibrorda (często uznawanego za patrona chorych na padaczkę i inne podobne choroby).
W Polsce
Co roku w Poznaniu organizowane są organizowane przez Reformowany Kościół Katolicki w Polsce Dni św. Willibrorda.

## Literatura
Źródłami do poznania życia Wilibrorda są przede wszystkim opisy jego dokonań obecne w dziełach Bedy Czcigodnego, Alkuina oraz liście św. Bonifacego (Winfrida) do papieża Stefana II.
W języku polskim istnieje przetłumaczony Żywot Świętego Willibrorda autorstwa Alkuina przetłumaczony i wydany przez Reformowany Kościół Katolicki w Polsce. 